# Leptobatopsis ochromaculata
Leptobatopsis ochromaculata là một loài tò vò trong họ Ichneumonidae.